# Петар Пан (филм из 1953)
Петар Пан (енгл. Peter Pan) је амерички анимирани филм компаније Волт Дизни из 1953. године снимљен по роману Џејмса Метјуа Барија.